# Czerniaty (folwark)
Czerniaty – dawny folwark. Tereny na których leżał znajdują się obecnie na Białorusi, w obwodzie mińskim, w rejonie miadzielskim, w sielsowiecie Miadzioł.

## Historia
W czasach zaborów w granicach Imperium Rosyjskiego.
W dwudziestoleciu międzywojennym folwark leżał w Polsce, w województwie wileńskim, w powiecie duniłowickim (od 1926 postawskim), w gminie Mańkowicze (od 1927 gmina Hruzdowo).
Według Powszechnego Spisu Ludności z 1921 roku zamieszkiwało tu 13 osób, 8 było wyznania rzymskokatolickiego, a 5 prawosławnego. Jednocześnie 8 mieszkańców zadeklarowało polską przynależność narodową, a 5 białoruską. Były tu 2 budynki mieszkalne. W 1931 w 47 domach zamieszkiwały 223 osoby.
Miejscowość należała do parafii rzymskokatolickiej w Hruzdowie i prawosławnej w Mańkowiczach. Podlegała pod Sąd Grodzki w Postawach i Okręgowy w Wilnie; właściwy urząd pocztowy mieścił się w Mańkowiczach.
W 1938 roku folwark należał do gromady Czerniaty gminy Hruzdowo.